# Публій Елій Пет (цензор)
Пу́блій Е́лій Пет (лат. Publius Aelius Paetus; ? — 174 р. до н. е.) — політичний, державний і військовий діяч Римської республіки, консул 201 року до н. е. Визначний прибічник та союзник Сципіона Африканського, був разом з ним обраний цензором у 199 р. до н. е.. Також був начальником кінноти у 202 р. до н. е., обирався еділом, претором.

## Біографія

### Родина
Походив з плебейського роду Еліїв. Про молоді роки його відомостей немає. Публій Елій Пет був, як вважають історики, старшим сином Квінта Елія Пета, претора, який загинув у бою при Каннах у серпні 216 р. до н. е.. Квінт Елій Пет, імовірно був нащадком Публія Елія Пета, консула 337 року до н. е. і начальника кінноти, що став одним із перших консулів плебейського походження. Ще одним його предком можливо був Гай Елій Пет, консул 286 року до н. е. Молодшим братом Публія Елія Пета був Секст Елій Пет Кат, консул 198 року до н. е. і цензор 194 року до н. е., що відомий завдяки Цицерону як правник та коментатор «Дванадцяти таблиць».

### Політичне життя
208 року до н. е. Публія Елія Пета було обрано авгуром по смерті Марка Клавдія Марцелла.
204 року до н. е. Публія Елія було обрано плебейським еділом, а 203 року до н. е. — претором. Згідно з жеребом йому дісталось ведення судових в Римі. Саме він оголосив народним зборам про звитягу Публія Корнелія Сципіона Африканського в Нумідії.
Наприкінці 202 року до н. е. Публія Елія призначив своїм заступником — начальником кінноти диктатор Гай Сервілій Гемін, якого було призначено для проведення виборів. Це була остання диктатура, що була оголошена у повній відповідності до традицій Римської республіки.
Його було обрано консулом у 201 р. до н. е. разом з Гнеєм Корнелієм Лентулом. Публій Елій вів військові дії у Цизальпійській Галії проти повсталих |боїв, але серйозних успіхів не досяг, а наприкінці року повернувся до Риму, аби провести чергові вибори. У рік свого консульства уклав договір з лігурійцями, а після закінчення повноважень консула був обраний одним з десяти децемвірів для розподілу земельних наділів серед ветеранів Сципіона Африканського у Самнії та Апулії, і 199 року до н. е. одним з тріумвірів по організації колонії в Нарнії.
У 199 р. до н. е. його було обрано цензором разом із самим Публієм Корнелієм Сципіоном Африканським. Ці цензори не виключили жодної людини ні з сенату або з вершників і навіть не винесли жодного осуду.
193 року до н. е. Публія Елія разом з Публієм Віллієм Таппулом і Публієм Сульпіцієм Гальбою Максимом сенат направив послами до Антіоха III, щоб вимагати, аби він не впливав на грецькі відносини. Посли побували у пергамського царя Евмена, а потом в Ефесі провели перемовини з посланцями царя Мініона. Після цього стало зрозумілим, що війна з Антіохом невідворотна.
За Лівієм, Публій Елій Пет помер у Римі у 174 р. до н. е. під час епідемії чуми, коли виконував обов'язки авгура.

## Родина
Його сином був Квінт Елій Пет, який став консулом у 167 р. до н. е.